# Gibourne
Gibourne település Franciaországban, Charente-Maritime megyében. Lakosainak száma 103 fő (2022. január 1.). Gibourne Bagnizeau, La Brousse, Cherbonnières, Le Gicq, Loiré-sur-Nie, Saint-Martin-de-Juillers és Les Touches-de-Périgny községekkel határos.

## Népesség
A település népességének változása:
| Lakosok száma | 168  | 138  | 138  | 114  | 116  | 112  | 112  | 107  | 104  | 103  |
|               | 1968 | 1982 | 1990 | 2006 | 2013 | 2015 | 2017 | 2019 | 2020 | 2022 |